# Acilius confusus
Acilius confusus är en skalbaggsart som beskrevs av Bergsten in Bergsten och K. B. Miller 2006. Acilius confusus ingår i släktet Acilius och familjen dykare. Inga underarter finns listade i Catalogue of Life.